# Victoria Bullock
Victoria Bullock es una deportista británica que compitió en natación. Ganó una medalla de bronce en el Campeonato Europeo de Natación de 1977, en la prueba de 4 × 100 m libre.

## Palmarés internacional
| Campeonato Europeo | Campeonato Europeo | Campeonato Europeo | Campeonato Europeo |
| Año                | Lugar              | Medalla            | Prueba             |
| ------------------ | ------------------ | ------------------ | ------------------ |
| 1977               | Jönköping (Suecia) | Medalla de bronce  | 4 × 100 m libre    |